# Guerra soviètico-japonesa (1945)
|  | Aquest article tracta sobre el conflicte de 1945. Si cerqueu conflictes anteriors, vegeu «Guerres frontereres sovièticojaponeses». |

La guerra soviètico-japonesa és un conflicte en el marc de la Segona Guerra Mundial que s'inicià el 9 d'agost de 1945 amb la Invasió Soviètica de Manxúria, aleshores sota domini de l'Imperi Japonès. La invasió combinada soviètica i mongola va acabar amb el control japonès de Manxukuo, Mengkukuo (Mongòlia Interior), el nord de la Península de Corea, el sud de Sakhalín i les Illes Kurils. La ràpida derrota japonesa en aquesta guerra va precipitar la Rendició del Japó i la fi de la Segona Guerra Mundial.